# Cơ thân mình (giải phẫu)
Cơ lõi hay cơ thân mình là nhóm cơ giữ vững chính của cơ thể nằm ở phần giữa (trung tâm) của cơ thể một sinh vật. Trong cách nói thông thường, cơ lõi nằm ở phần thân mình, nên thuật ngữ cơ thân mình thường được sử dụng nhiều hơn, nhưng về mặt học thuật, nó cũng bao gồm cả đầu và cổ. Theo y học vận động, ở người với tư thế đứng thẳng, để ổn định thân mình và thăng bằng, trong các động tác giữ vừng cơ thể còn cần sự phối hợp của cả một số cơ kết nối thân mình và ngoại biên, do đó cơ lõi được chia thành các nhóm cơ phần tư trên và nhóm cơ phần tư dưới bao gồm các nhóm cơ này. Các chuyển động chức năng phụ thuộc rất nhiều vào bộ phận này của cơ thể nên việc thiếu phát triển của nhóm cơ này là một yếu tố nguy cơ của chấn thương. 

## Cơ
Các cơ chính bao gồm các cơ sàn chậu, cơ ngang bụng, cơ nhiều chân, cơ chéo bụng ngoài và trong, cơ thẳng bụng, các cơ dựng sống (cơ cùng gai) đặc biệt là cơ cực dài ngực, và cơ hoành. Các cơ thắt lưng, cơ vuông thắt lưng (phần sâu), các cơ xoay sâu, cũng như các cơ cổ, cơ thẳng đầu trước và cơ thẳng đầu bên, cơ dài cổ cũng có thể được coi là thành viên của nhóm cơ lõi. 
Các cơ lõi phụ bao gồm cơ lưng rộng, cơ mông lớn và cơ thang.

### Theo y học vận động

#### Nhóm cơ phần tư dưới
1. (Nhóm chính) Các cơ lõi vùng thân (cơ thân mình): Các cơ bụng; cơ thắt lưng ngực; các cơ lưng và cơ lưng-ngực ngoài
2. (Nhóm phụ) Các cơ lõi vùng hông: Các cơ gấp, duỗi, khép, dạng và xoay háng.[1]

#### Nhóm cơ phần tư trên
(Nhóm phụ)Gồm các cơ vận động khớp vai ngực và khớp vai.

## Chức năng của cơ thân mình
Cơ thân mình có chức năng ổn định phần ngực và khung chậu trong quá trình chuyển động động học và cũng tạo ra áp lực bên trong để đẩy các chất ra ngoài (chất nôn, phân, không khí giàu carbon, v.v.).
- Nhịn

Nhịn là khả năng kiềm chế vận động đi tiêu, và chứng tiểu không tự chủ do căng thẳng (không kiểm soát được bàng quang do rối loạn chức năng của nhóm cơ sàn chậu) có thể là do yếu cơ vùng thân mình.
- Mang thai

Các cơ thân mình, đặc biệt là cơ ngang bụng, được sử dụng trong quá trình chuyển dạ và sinh nở.
- Động tác Valsalva

Các cơ thân mình cũng tham gia vào động tác Valsalva, trong đó ngực thắt lại khi nín thở để hỗ trợ, thường không tự chủ, trong các hoạt động như nâng vật nặng, đẩy vật nặng, bài tiết và sinh đẻ.

### Tư thế giải phẫu và nâng đỡ
Theo truyền thống, cơ thân mình được cho là khởi nguồn cho hầu hết các chuyển động chức năng của toàn thân, bao gồm hầu hết các môn thể thao. Ngoài ra, phần lõi còn có vai trò quyết định phần lớn trong các tư thế ở người. Nhìn chung, cơ thể con người được thiết kế để chịu lực tác động lên xương và hướng lực tự chủ, thông qua nhiều khớp khác nhau, theo hướng mong muốn. Các cơ thân mình sắp xếp cột sống, xương sườn và khung chậu của một người để chống lại một lực cụ thể, dù là lực tĩnh hay lực động. 

#### Chức năng tĩnh của cơ thân mình
Chức năng tĩnh của cơ thân mình là khả năng của cơ thân mình của một người căn chỉnh trục xương để chống lại một lực không thay đổi.

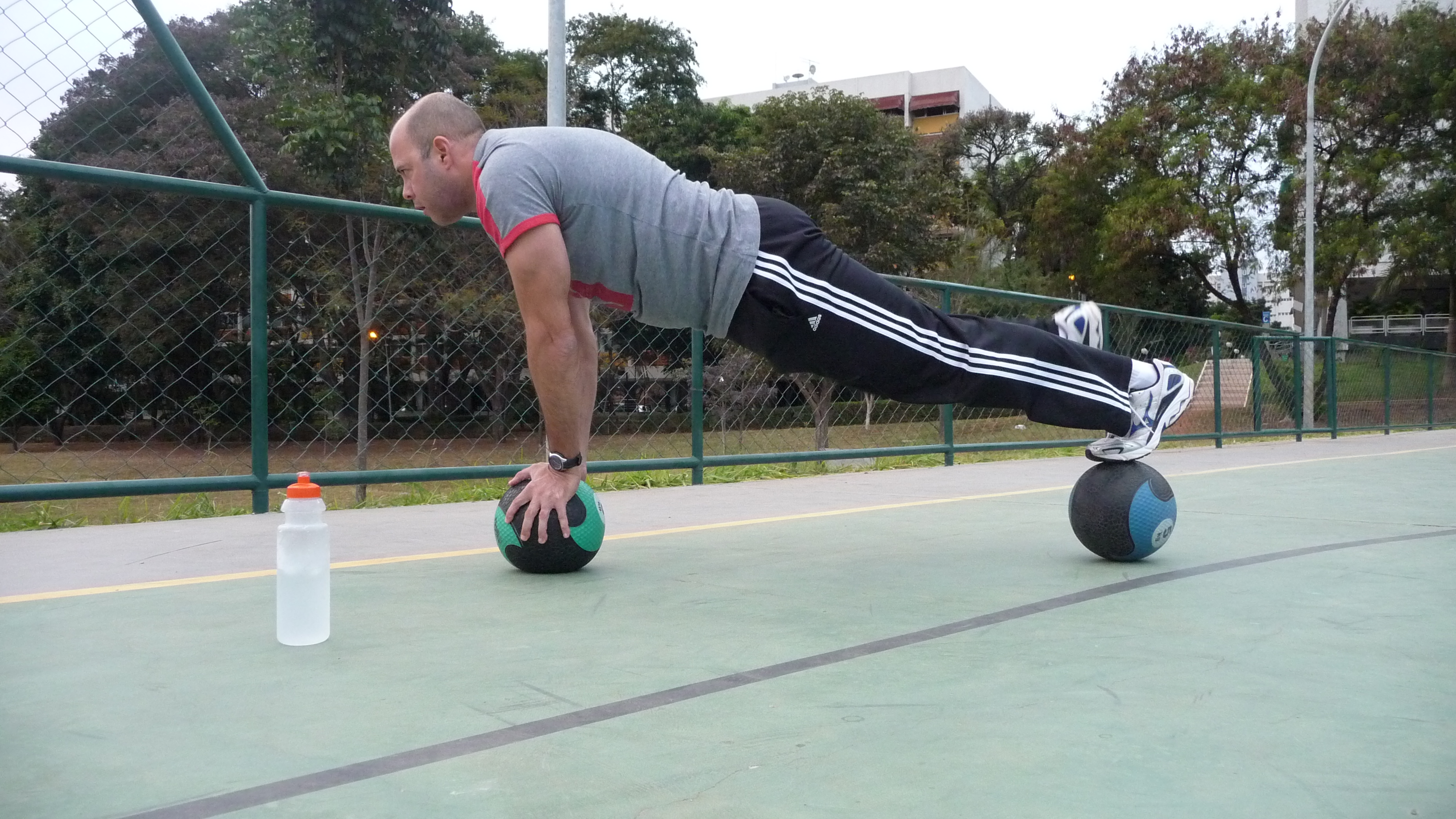
Tập vật lý trị liệu plank bóng

##### Ví dụ về chức năng tĩnh

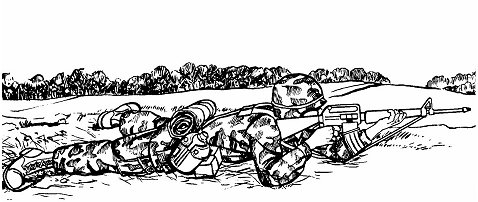
Từ Army FM 3-22.9 trang 4-16

Một ví dụ về chức năng tĩnh của cơ thân mình là bắn súng trường ở tư thế nằm sấp. Để duy trì độ chính xác, người bắn phải có thế để chuyển trọng lượng cơ thể và trọng lượng của súng trường xuống đất. Bất kỳ nỗ lực nào của người bắn nhằm tạo ra chuyển động động học của điểm ngắm (dùng lực cơ để ngắm vào mục tiêu thay vì chỉnh tư thế ngắm) sẽ dẫn đến giật cục tư thế khi điểm ngắm không nằm yên trên mục tiêu. Để người bắn duy trì được độ chính xác, các cơ không được tác động lực lên súng trường, và bộ xương phải được theo trục để đưa súng trường (và cả điểm ngắm) vào mục tiêu. Cơ thân mình, mặc dù đang nằm trên mặt đất và cách xa khẩu súng trường, vẫn giúp nâng đỡ thẳng trục cột sống và xương chậu với nhau theo hướng kết nối vai, cánh tay và cổ. Để các thành phần ngoại biên này giữ nguyên trạng thái tĩnh và không di chuyển không cần thiết, cột sống, xương chậu và lồng ngực phải thẳng hàng theo hướng như vậy. Do đó, các cơ thân mình hỗ trợ khung xương trục (hộp sọ, cột sống và xương cụt) theo một trục, trong đó phần thân trên có thể tạo thành một khối cơ sở vững chắc, ổn định để súng trường không chuyển động.
- Sức cản: Trọng lực
- Mặt phẳng chuyển động: Mặt phẳng trán(hai bên), Mặt phẳng đứng dọc (về phía trước và phía sau vị trí giải phẫu).

Các mặt phẳng giải phẫu chính của cơ thể con người, bao gồm mặt phẳng giữa (màu đỏ), mặt phẳng dọc bên(màu vàng), mặt phẳng trán (màu xanh lam) và mặt phẳng ngang hoặc mặt phẳng trục (màu xanh lá cây).

#### Chức năng động của cơ thân mình
Bản chất của chuyển động động năng phải tính đến cấu trúc xương (như một đòn bẩy) bên cạnh lực cản bên ngoài, và do đó cần có một phức bộ tổ hợp các cơ và khớp rất khác so với một vị trí tĩnh.
Do kết cấu chức năng này, trong quá trình chuyển động động năng, cơ bắp thân mình quan trọng hơn hơn sự cứng chắc của xương như trong tình huống tĩnh. Điều này là do mục đích của chuyển động không phải là chống lại lực cản tĩnh, không đổi mà là chống lại lực có thay đổi mặt phẳng chuyển động của nó. Bằng cách kết hợp chuyển động, xương của cơ thể phải hấp thụ lực cản một cách linh hoạt, và do đó gân, dây chằng, cơ và hệ thống chi phối thần kinh đảm nhiệm những nhiệm vụ khác nhau. Những nhiệm vụ này bao gồm phản ứng tư thế đối với những thay đổi về tốc độ (tốc độ co cơ), chuyển động (thời gian phản ứng của co cơ) và sức mạnh (lượng kháng lực trong một khoảng thời gian).

##### Ví dụ về chức năng động
Một ví dụ về điều này là việc đi bộ trên dốc. Cơ thể phải chống lại lực hấp dẫn khi di chuyển theo một hướng và giữ thăng bằng trên mặt đất không bằng phẳng. Các lực này buộc cơ thể phải sắp xếp các xương bằng cách nào đó có thể cân bằng cơ thể đồng thời tạo ra động lượng bằng tác động đẩy xuống đất theo hướng ngược lại với chuyển động mong muốn. Ban đầu, ta có thể nghĩ rằng đôi chân là động lực chính của hành động này, nhưng nếu không giữ được thăng bằng, đôi chân sẽ chỉ khiến người đó ngã sấp mặt. Do đó, vận động chính của việc đi bộ là phải đạt được sự ổn định ở phần cơ thân mình, sau đó đôi chân sẽ di chuyển cả hệ thống thân mình ổn định này bằng các cơ ở chân.